# Ten New Songs
| 전문가 평가                   | 전문가 평가 |
| 총 점수                       | 총 점수     |
| 출처                          | 점수        |
| ----------------------------- | ----------- |
| 메타크리틱                    | 76/100      |
| 평가 점수                     |             |
| 출처                          | 점수        |
| AllMusic                      | [ 2 ]       |
| Blender                       | [ 3 ]       |
| Entertainment Weekly          | A−          |
| The Guardian                  | [ 5 ]       |
| NME                           | 7/10        |
| Pitchfork                     | 8.0/10      |
| Q                             | [ 8 ]       |
| The Rolling Stone Album Guide | [ 9 ]       |
| Uncut                         | [ 10 ]      |
| The Village Voice             | A−          |

《Ten New Songs》는 캐나다의 싱어송라이터 레너드 코언이 2001년에 발매한 열 번째 스튜디오 음반이다. 샤론 로빈슨이 공동 작사, 작곡을 했고 프로듀싱했다. 이 곡은 로스앤젤레스에 있는 코언과 로빈슨의 자택 스튜디오에서 제작되었고, 또한 거의 10년 만에 나온 그의 첫 번째 음반이었다. 이 음반은 빌보드 200에서 143위, 캐나다에서 4위, 폴란드에서 1위, 노르웨이에서 1위로 정점을 찍었다.

## 배경
수상 경력이 있는 음반 《The Future》를 통해 투어를 성공적으로 마친 후, 1993년 캐나다 음악에 기여한 공로로 총독 공연예술상을 수상했으며, 한 시간 동안 CBC 라디오 《The Gospel According to Leonard Cohen》 회고전의 주제가 되었다. 코언은 또한 《Stranger Music》이라고 불리는 시와 노래 모음집을 출판했고 1994년에 그의 두 번째 라이브 음반인 《Cohen Live》를 발매했다.
같은 해, 코언은 뜻밖에 로스엔젤레스 근처의 마운트 발디 젠 센터로 후퇴하여 선사 조슈 사사키와 함께 시간을 보냈다. 2001년 이 가수는 모조의 실비 시몬스에게 "글쎄요, 저는 항상 깊은 곳에서 벗어나기 때문에 그것은 급진적인 이탈이 아니었습니다. 93년 투어를 끝냈을 때 저는 60세에 가까워지고 있었고 제 오랜 친구이자 선생님인 로시는 90세에 가까워지고 있었습니다. 저는 그와 함께 시간을 좀 더 보낼 수 있는 적절한 순간이라고 생각했습니다. 저는 새로운 종교나 다른 교의 목록을 찾고 있었던 것이 아닙니다."

## 곡 목록
모든 곡들은 레너드 코언와 샤론 로빈슨에 의해 작사/작곡하였다.
| #   | 제목                        | 재생 시간 |
| --- | --------------------------- | --------- |
| 1.  | 〈In My Secret Life〉       | 4:55      |
| 2.  | 〈A Thousand Kisses Deep〉  | 6:29      |
| 3.  | 〈That Don't Make It Junk〉 | 4:28      |
| 4.  | 〈Here It Is〉              | 4:18      |
| 5.  | 〈Love Itself〉             | 5:26      |
| 6.  | 〈By the Rivers Dark〉      | 5:20      |
| 7.  | 〈Alexandra Leaving〉       | 5:25      |
| 8.  | 〈You Have Loved Enough〉   | 5:41      |
| 9.  | 〈Boogie Street〉           | 6:04      |
| 10. | 〈The Land of Plenty〉      | 4:35      |

## 인증
| 국가                                                  | 인증     | 판매량/출하량 |
| ----------------------------------------------------- | -------- | ------------- |
| 덴마크 (IFPI Danmark)                                 | 플래티넘 | 50,000^       |
| 캐나다 (뮤직 캐나다)                                  | 골드     | 50,000^       |
| 프랑스 (SNEP)                                         | 골드     | 120,000       |
| 헝가리 (MAHASZ)                                       | 골드     |               |
| 아일랜드 (IRMA)                                       | 골드     | 7,500^        |
| 노르웨이 (IFPI 노르웨이)                              | 플래티넘 | 50,000*       |
| 폴란드 (ZPAV)                                         | 플래티넘 | 100,000*      |
| 스페인 (PROMUSICAE)                                   | 골드     | 50,000^       |
| 스웨덴 (GLF)                                          | 골드     | 40,000^       |
| 스위스 (IFPI 스위스)                                  | 골드     | 20,000^       |
| 영국 (BPI)                                            | 골드     | 100,000^      |
| *판매량을 기반으로 한 인증 ^출하량을 기반으로 한 인증 |          |               |